# Kostel svatého Ondřeje (Abfaltern)
Římskokatolický kostel svatého Ondřeje je farní kostel v Abfalternu v obci Abfaltersbach v Tyrolsku. Patří k děkanátu Sillian v diecézi Innsbruck. Kostel je památkově chráněná budova.
V roce 1441 byl vysvěcen nový kostel a hřbitov. Od roku 1652 byl kostel vikariátním kostelem. Roku 1765 byl barokizován. V roce 1891 se stal farním kostelem. Je to gotická stavba s barokním interiérem. Má severní věž a je obklopen hřbitovem. Hlavní oltář vytvořený kolem roku 1765 se sloupy, pilastry a volutami obsahuje obraz Utrpení sv. Ondřeje od Johanna Mitterwurzera a vedlejší sochy Silvestra a Mikuláše od řezbáře Johanna Faschinga. Obloukové malby vytvořil Josef Anton Zoller (1768/1780).